# Unai Expósito
Unai Expósito est un footballeur espagnol né le 23 janvier 1980 à Barakaldo.

## Palmarès
- CA Osasuna
  - Finaliste de la Coupe d'Espagne en 2005.